# Acanthomytilus sacchari
Acanthomytilus sacchari (лат.) — вид полужесткокрылых насекомых-кокцид рода Acanthomytilus из семейства щитовки (Diaspididae).

## Распространение
Африка: Египет (Giza and Embaba), Кения, Танзания. Азия: Индия, Пакистан, Тайвань. Европа: Венгрия, Италия, Кипр.

## Описание
Мелкие щитовки, длина взрослых самок от 2 до 3 мм, форма тела узкая, вытянутая; основная окраска светло-коричневая.
Питаются соками таких злаковых растений, как Saccharum officinarum, Saccharum biflorum, Anadelphia arrecta, Arundo donax, Chesmopodium caudatum, Imperata cylindrica, Miscanthus, Neyraudia arundinacea, Phragmites communis (Poaceae).
Вид был впервые описан в 1923 году энтомологом У. Дж. Холлом (Hall, W. J.) как Lepidosaphes sacchari.
Таксон Acanthomytilus sacchari включён в состав рода Acanthomytilus Borchsenius вместе с таксонами A. arii, A. cedricola, A. chui, A. intermittens, и другими. Вид A. sacchari сходен с таксонами A. intermittens и A. jablonowskii.